# Measkivka, Ciudniv
Measkivka (în ucraineană М`ясківка) este un sat în comuna Babușkî din raionul Ciudniv, regiunea Jîtomîr, Ucraina.

## Demografie
Componența lingvistică a localității Measkivka
     Ucraineană (92,86%)
     Rusă (7,14%)
Conform recensământului din 2001, majoritatea populației localității Measkivka era vorbitoare de ucraineană (92,86%), existând în minoritate și vorbitori de rusă (7,14%).